# Fringilla teydea
Il fringuello azzurro di Tenerife  (Fringilla teydea Webb, Berthelot & Moquin-Tandon, 1841) è un uccello passeriforme della famiglia Fringillidae.

## Etimologia
Il nome scientifico della specie, teydea, si riferisce al vulcano Teide, sull'isola di Tenerife della quale essa è endemica.

## Descrizione

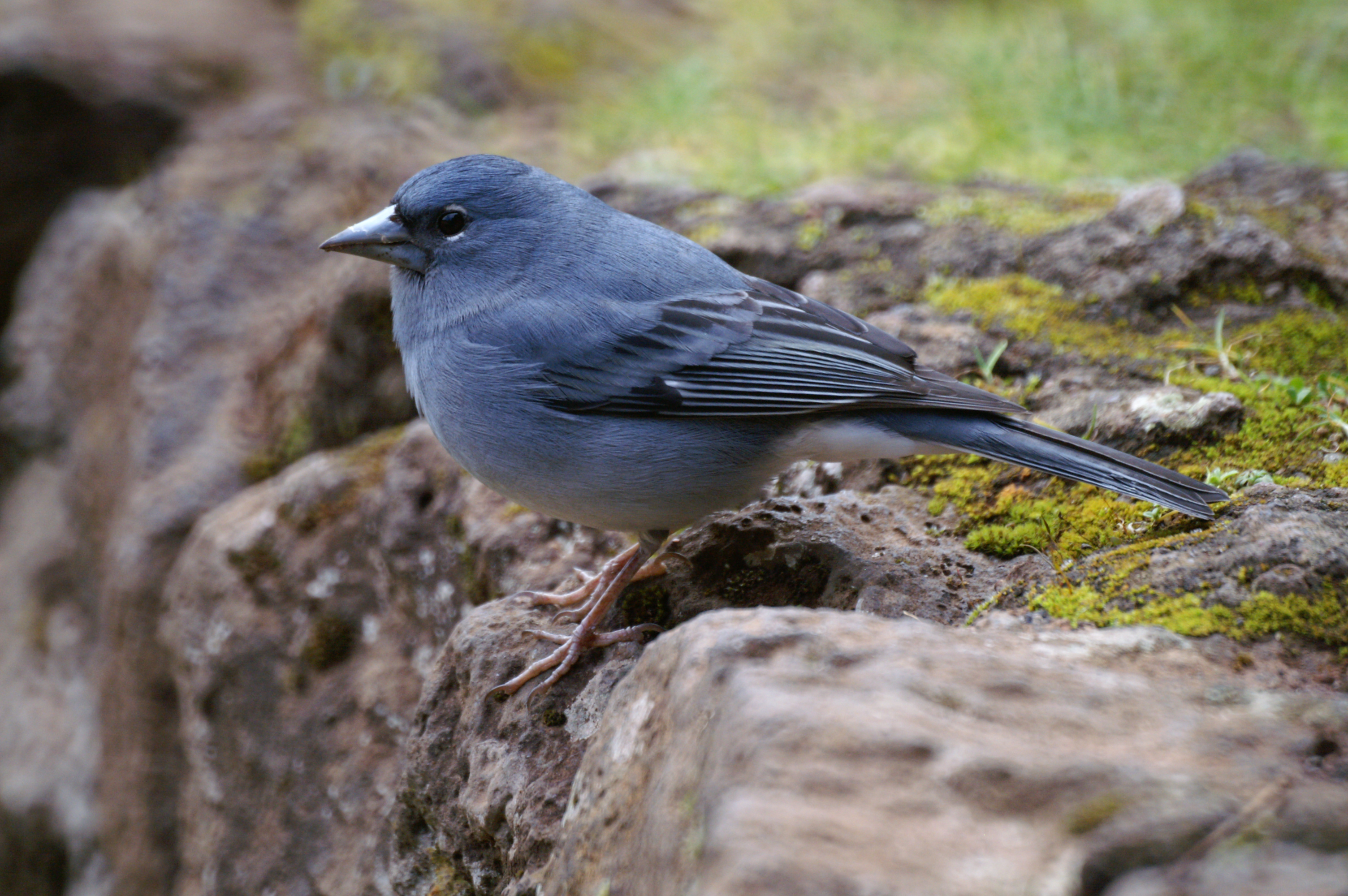
Maschio in natura.

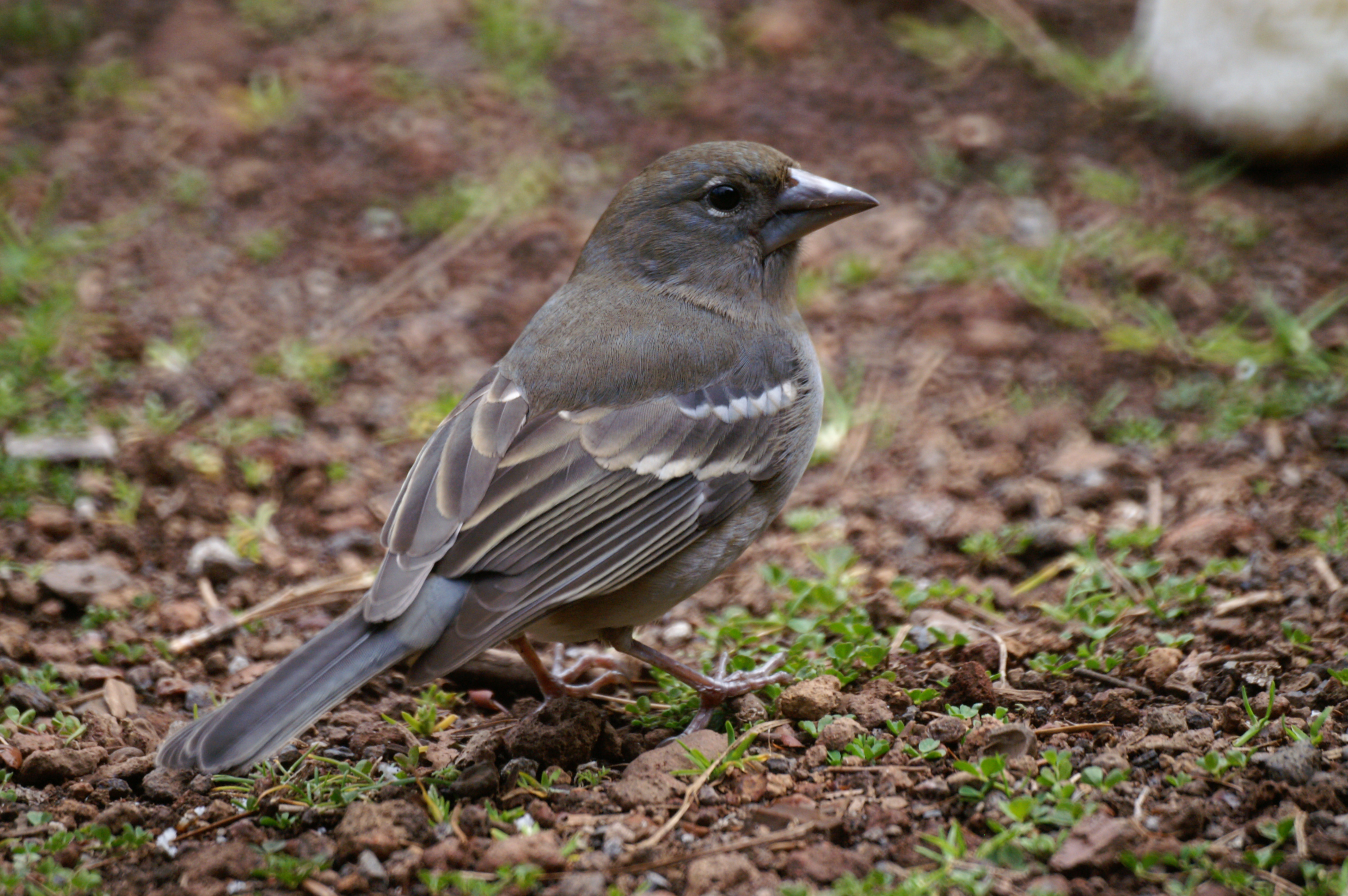
Femmina in natura.

### Dimensioni
Misura 16–17 cm di lunghezza, per 29-30 g di peso.

### Aspetto
Il fringuello azzurro somiglia agli altri fringuelli, rispetto ai quali è più grande e massiccio e presenta becco più robusto.

Questi uccelli presentano dicromatismo sessuale. Il piumaggio dei maschi è inconfondibile, uniformemente azzurro su tutto il corpo, con tendenza a scurirsi su ali, coda e faccia, dove diviene quasi nerastro: il sottocoda è biancastro, mentre il basso ventre è di colore beige. Le femmine sono invece di colore grigio-bruno, più chiaro ventralmente e più scuro dorsalmente, con presenza di barre alari biancastre. In ambedue i sessi gli occhi sono di colore bruno scuro con presenza di anello perioculare bianco superiormente ed inferiormente all'iride, le zampe sono di color carnicino ed il becco è nerastro

## Biologia
Si tratta di uccelli dalle abitudini diurne, che all'infuori della stagione degli amori si muove in coppie o in stormi, talvolta accompagnandosi ad altri fringillidi, congeneri e non.
Il loro canto è più breve e debole di quello dei fringuelli propriamente detti, ed il richiamo risulta più gracchiante.

### Alimentazione

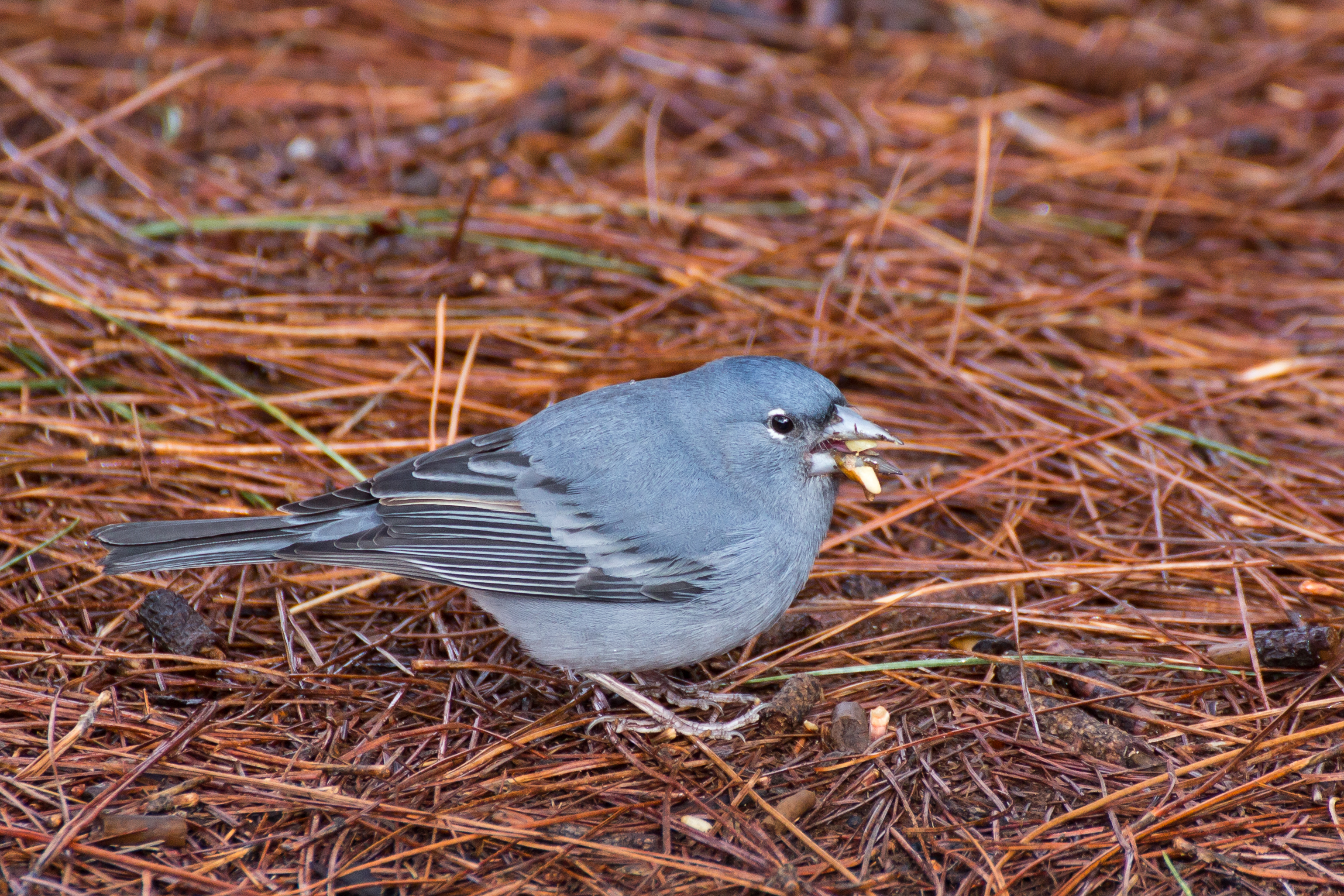
Maschio si alimenta al suolo.

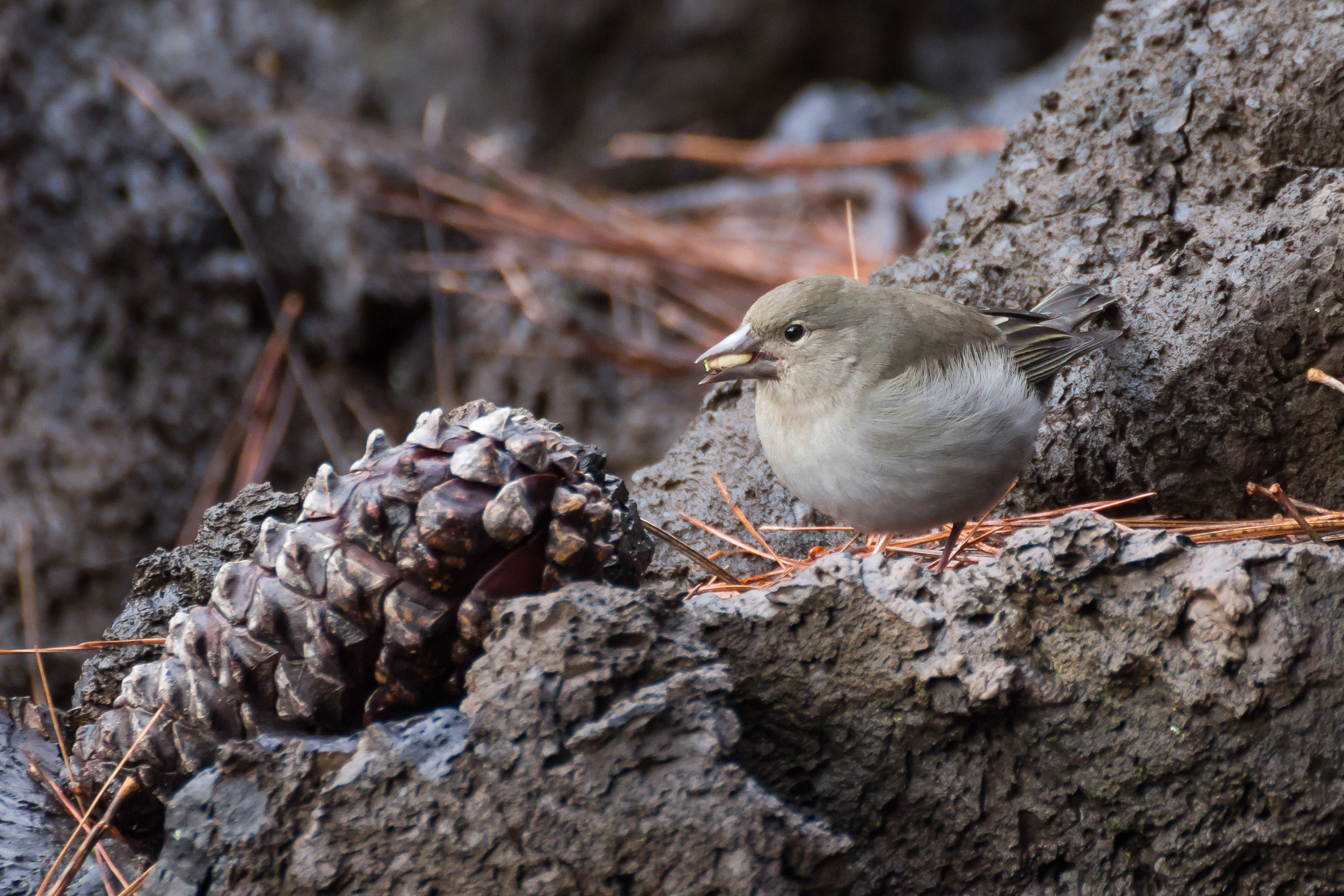
Femmina si alimenta al suolo.

La dieta di questi uccelli si compone quando possibile in massima parte dei pinoli del pino delle Canarie, ma comprende tuttavia anche altri alimenti di origine vegetale (semi, germogli, bacche e frutta) e animale (insetti, larve ed altri invertebrati di piccole dimensioni). 

### Riproduzione
La stagione riproduttiva si estende generalmente fra aprile e agosto: i maschi si pongono su posatoi in evidenza fra gli alberi per cantare e trovare una compagna, con la quale formano coppie che sembrerebbero essere stabili e durature nel tempo. Generalmente, i fringuelli azzurri portano avanti una singola covata l'anno.

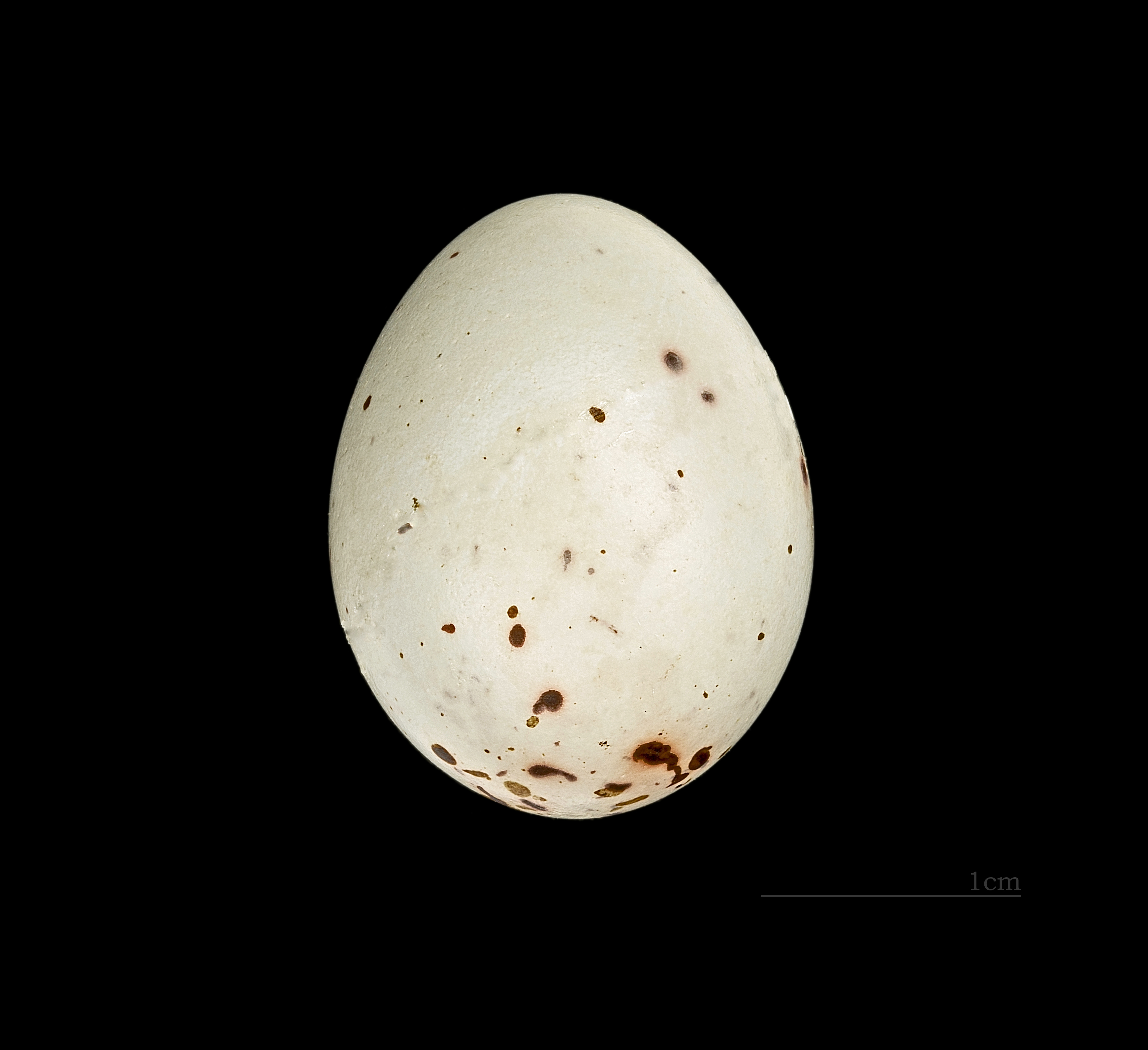
Uovo al Museo di storia naturale di Tolosa.

Il nido viene costruito dalla sola femmina: a forma di coppa, esso viene collocato alla biforcazione di un albero di pino o alloro a qualche metro d'altezza, e si compone esternamente di materiale vegetale intrecciato (principalmente aghi di pino e licheni), mentre internamente è foderato da muschio, piumino e pelo (spesso di coniglio). Al suo interno la femmina depone due uova biancastre con sparse maculature bruno-rossicce, che provvede a covare da sola (imbeccata dal maschio, che staziona nei pressi) per circa due settimane, al termine delle quali schiudono pulli ciechi ed implumi. Essi vengono imbeccati da ambedue i genitori utilizzando essenzialmente cibo di origine animale (soprattutto bruchi), come osservabile in tutti i fringuelli, e sono in grado di involarsi a 16-18 giorni dalla schiusa, sebbene tendano a rimanere presso il nido per altre tre settimane circa prima di disperdersi.

## Distribuzione e habitat

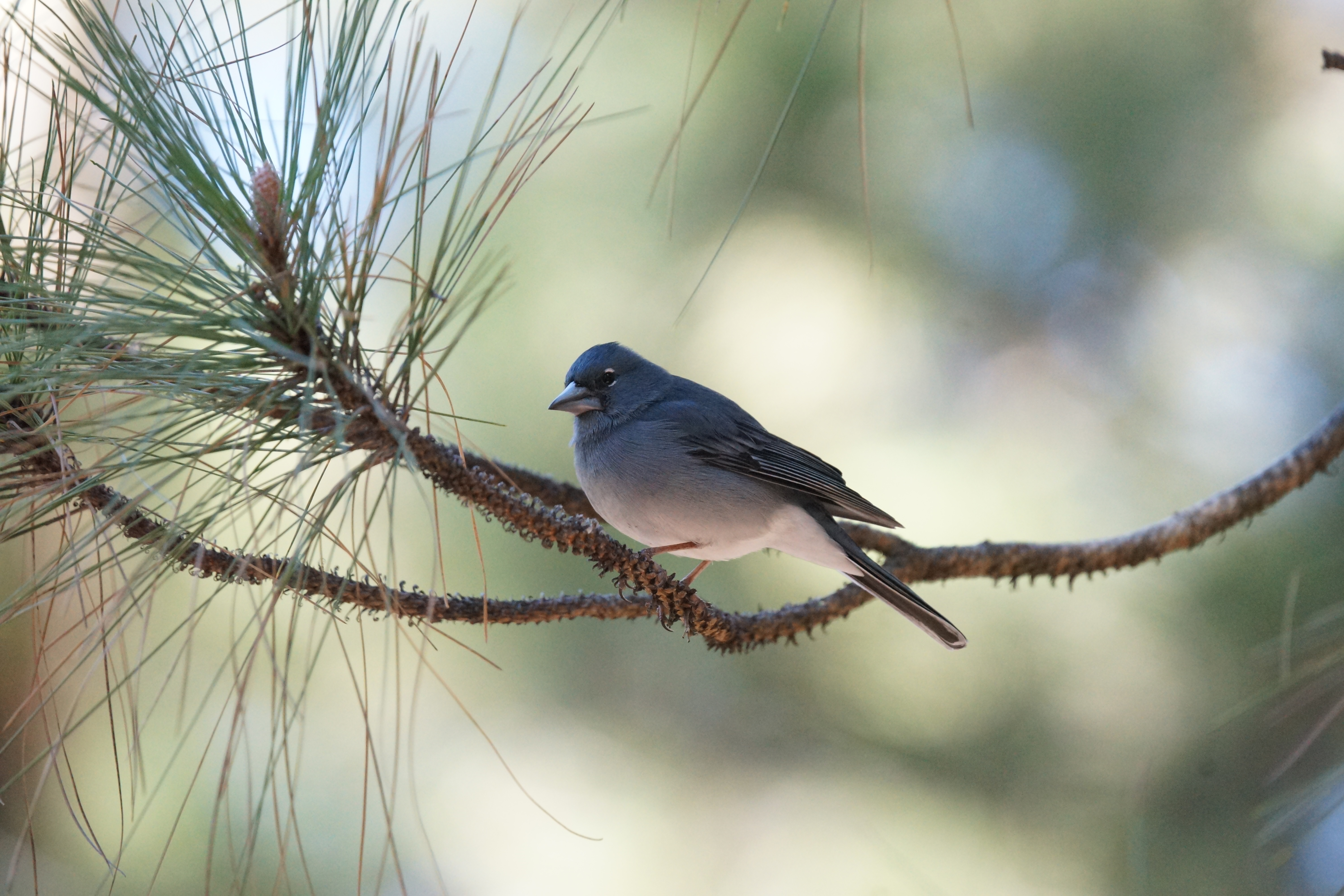
Maschio in natura.

Come intuibile dal nome comune, il fringuello azzurro di Tenerife è endemico dell'omonima isola nell'arcipelago delle Canarie, della quale rappresenta il simbolo insieme all'albero del drago.
L'habitat tipico di questi uccelli è rappresentato dalle foreste montane di pino delle Canarie con folto sottobosco: lo si può tuttavia osservare anche nelle boscaglie a predominanza di alloro od erica arborea fra i 300 ed i 2300 m, sebbene sia più comune al di sopra dei 1200 m di quota.
La specie non è migratoria, tuttavia questi uccelli possono spostarsi a quote inferiori nei casi di inverni rigidi oppure compiere spostamenti di una certa entità alla ricerca di fonti d'acqua durante l'estate.

## Tassonomia
Fino a tempi recentissimi, i fringuelli azzurri di Gran Canaria venivano considerati una sottospecie del fringuello azzurro di Tenerife col nome di Fringilla teydea polatzeki: attualmente, tuttavia, si tende a considerarli una specie a sé stante (Fringilla polatzeki), sicché F. teydea rimane monotipica.